# Bikolano
Bikolano (Bicolano) oder Bikol (Bicol) ist eine austronesische Sprache, die in den Philippinen besonders auf der Halbinsel Bicol der Insel Luzon benutzt wird.

## Klassifizierung

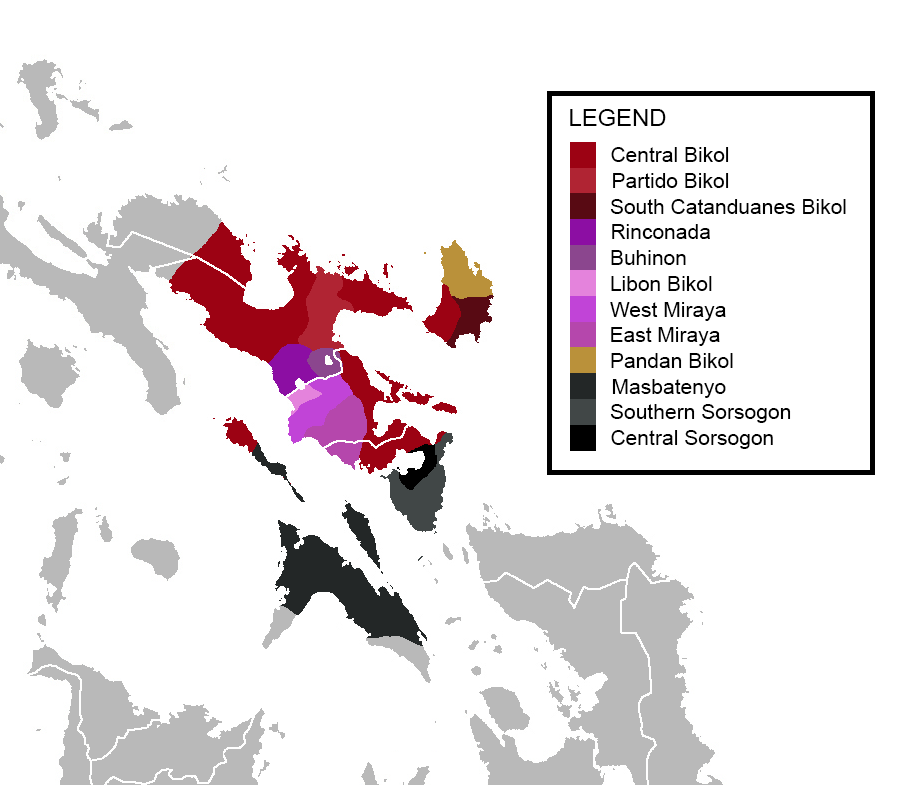
Dialekte

Bikolano wird klassifiziert als eine zentral-philippinische Sprache, einem Unterzweig der philippinischen Sprachen. Bikolano wird weiter in drei Untergruppen unterteilt: Küstenbikol, Inlandbikol, und Pandanbikol.

### Küstenbikol
- Naga
  - Agta (Isarog)
  - Agta (Mt. Iraya)
  - Zentralbikolano / Bikolano (Naga)
- Virac
  - Bikolano (Southern Catanduanes)

### Inlandbikol
- Agta (Mt. Iraga)
- Buhi-Daraga
  - Bikolano (Albay)
- Iriga
  - Bikolano (Iriga) / Rinconada Bikolano

### Pandanbikol
- Bikolano (Northern Catanduanes)